# Chim sâu vàng lục
Chim sâu vàng lục hay chim sâu bình nguyên (danh pháp hai phần: Dicaeum concolor) là một loài chim lá thuộc chi Dicaeum trong họ Chim sâu. Loài này tím kiếm thức ăn trong tán rừng và được tìm thấy phân bố trên khắp Nam và Đông Nam Á. Chúng không di cư và phạm vi phân bố rộng rãi bao gồm quần thể một số không chồng chéo và hình thái riêng biệt, một số trong đó được công nhận là loài đầy đủ. Chúng là những loài thụ phấn quan trọng và phán tán hạt của cây tầm gửi trong rừng.